# フランス・フロリス
フランス・フロリスとして知られるフランス・フロリス・デ・フリーント（Frans Floris de Vriendt、1519年か1520年生まれ、1570年10月1日 没）はフランドルの画家である。

## 略歴
アントウェルペンの代々続く石工の親方の家に生まれた。15世紀初めの祖先が父称の「Florisz.（フロリスゾーン）」からフロリスを通称に用い、子孫もその姓を引き継いだ。16世紀の後半までの公式な文書ではデ・フリエンドが姓として用いられていたとされる。兄に彫刻家、建築家になるコルネリス・フロリス(Cornelis Floris De Vriendt: c.1514–1575)がいる。
兄と同名の父親から石彫の技術を学んだ後、リエージュの画家・建築家のランベール・ロンバール(Lambert Lombard: 1519/1520–1570)の徒弟として修行し、1540年にアントウェルペンの画家組合に親方として登録された。
その後、兄のコルネリスとイタリアに数年間、滞在し、古代の彫刻や、ミケランジェロの作品を研究した。1547年から亡くなるまでアントウェルペンで活動し、多くの弟子を使った大きな工房を作り上げ、運営した。フローリスの絵画の背景を描いた画家には、ヘンドリク・ファン・クレーフェ(Hendrik van Cleve III: c.1525-1590以前)などがいた。
フローリスの工房では、アントウェルペンやブリュッセル、ヘント、デルフトなどの教会や修道院のための宗教画を描き、富裕な階層の人々からも注文を受けて神話を題材にした官能的な絵画や寓意画も制作し、肖像画も描いた。その絵画のスタイルはミケランジェロやイタリアのマニエリスムの影響を受けたものであった。
16世紀末にネーデルランドの画家の伝記を著したファン･マンデルによれば100人を超える弟子がいて分業によって大きな作品を制作したとされ、弟子にはマールテン・デ・フォス、Lucas d'Heere、フランス・プルビュス、アントニー・ファン・モントフォールトらがいた。

## 作品

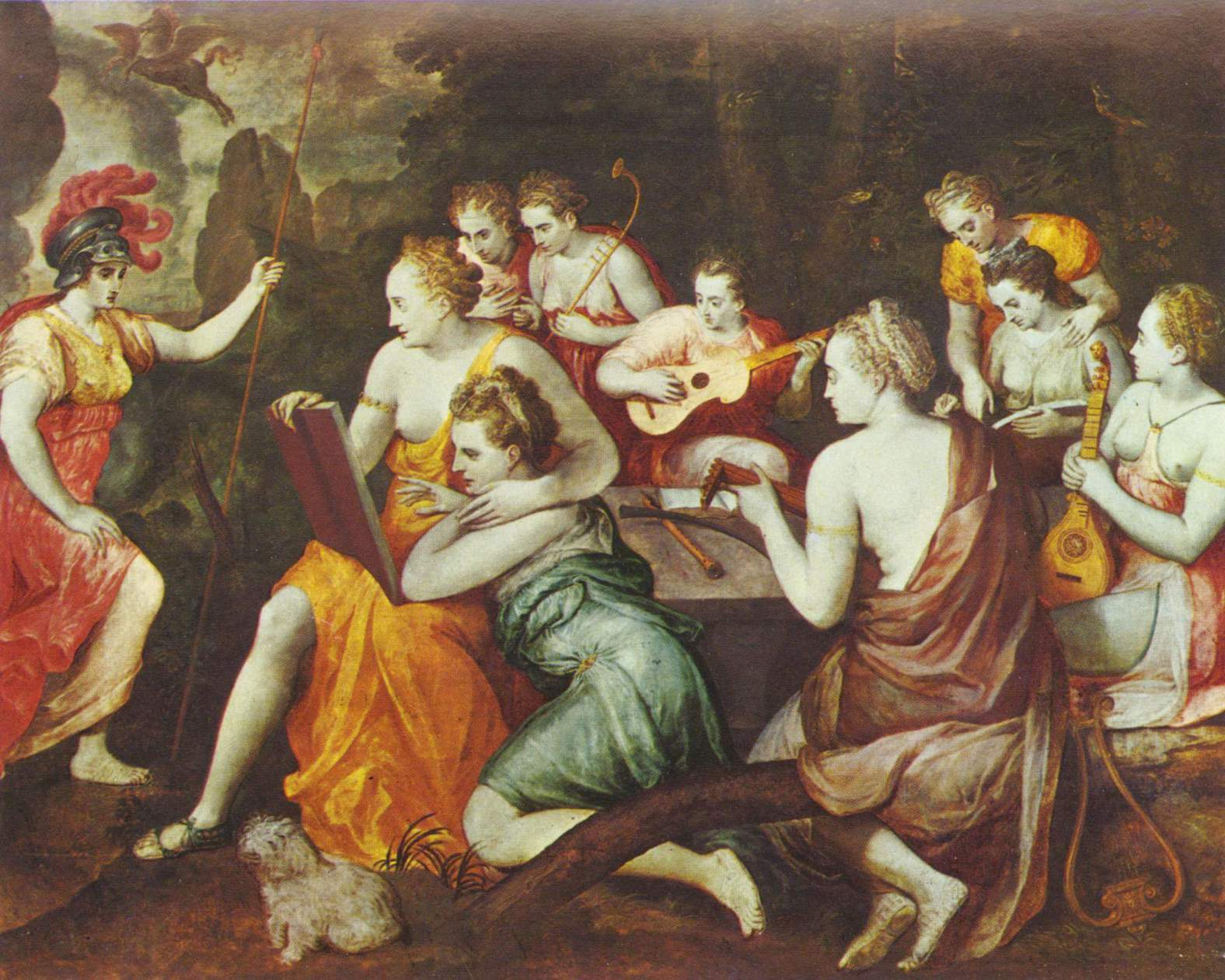
アテーナーとムーサ
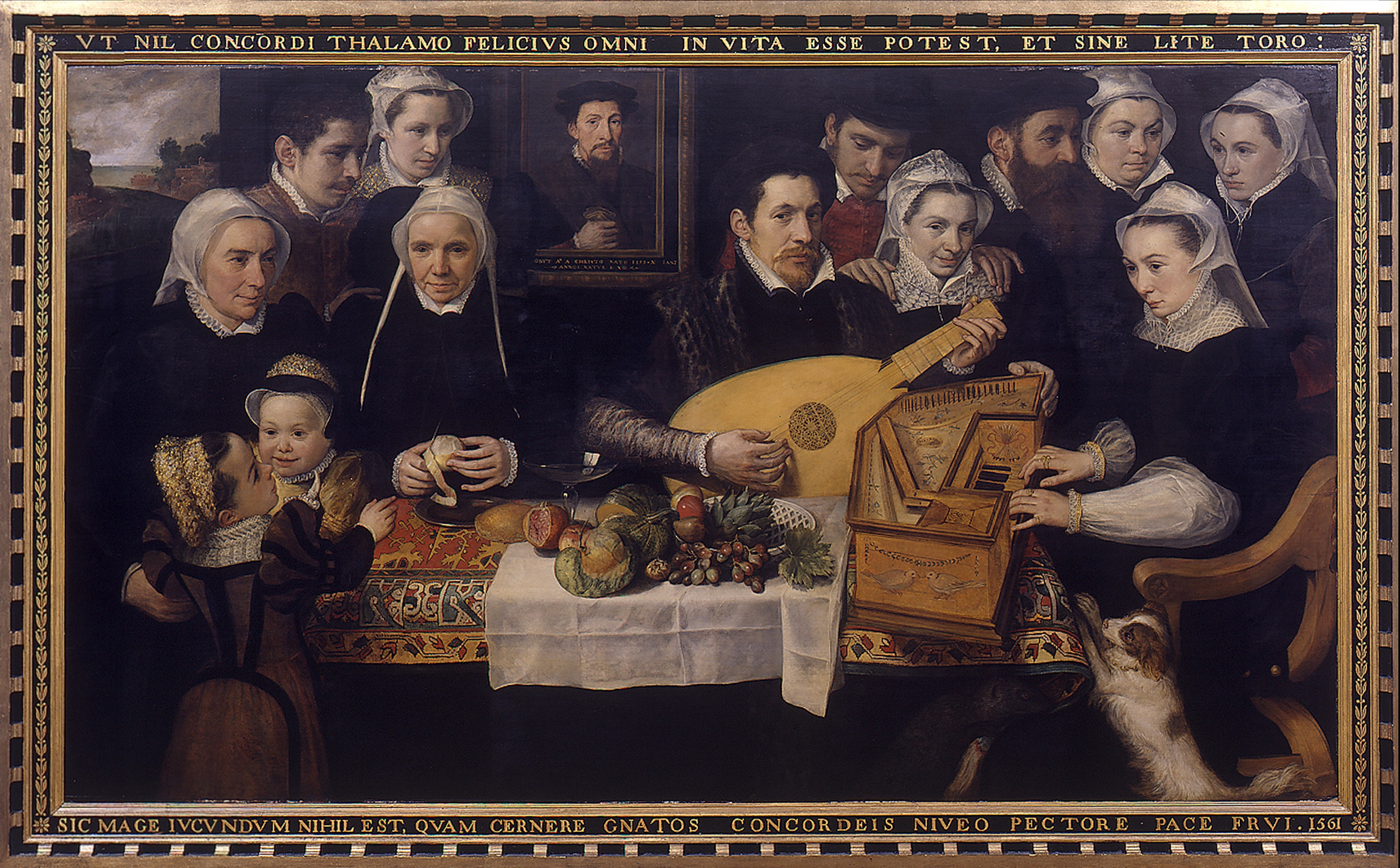
家族の肖像画
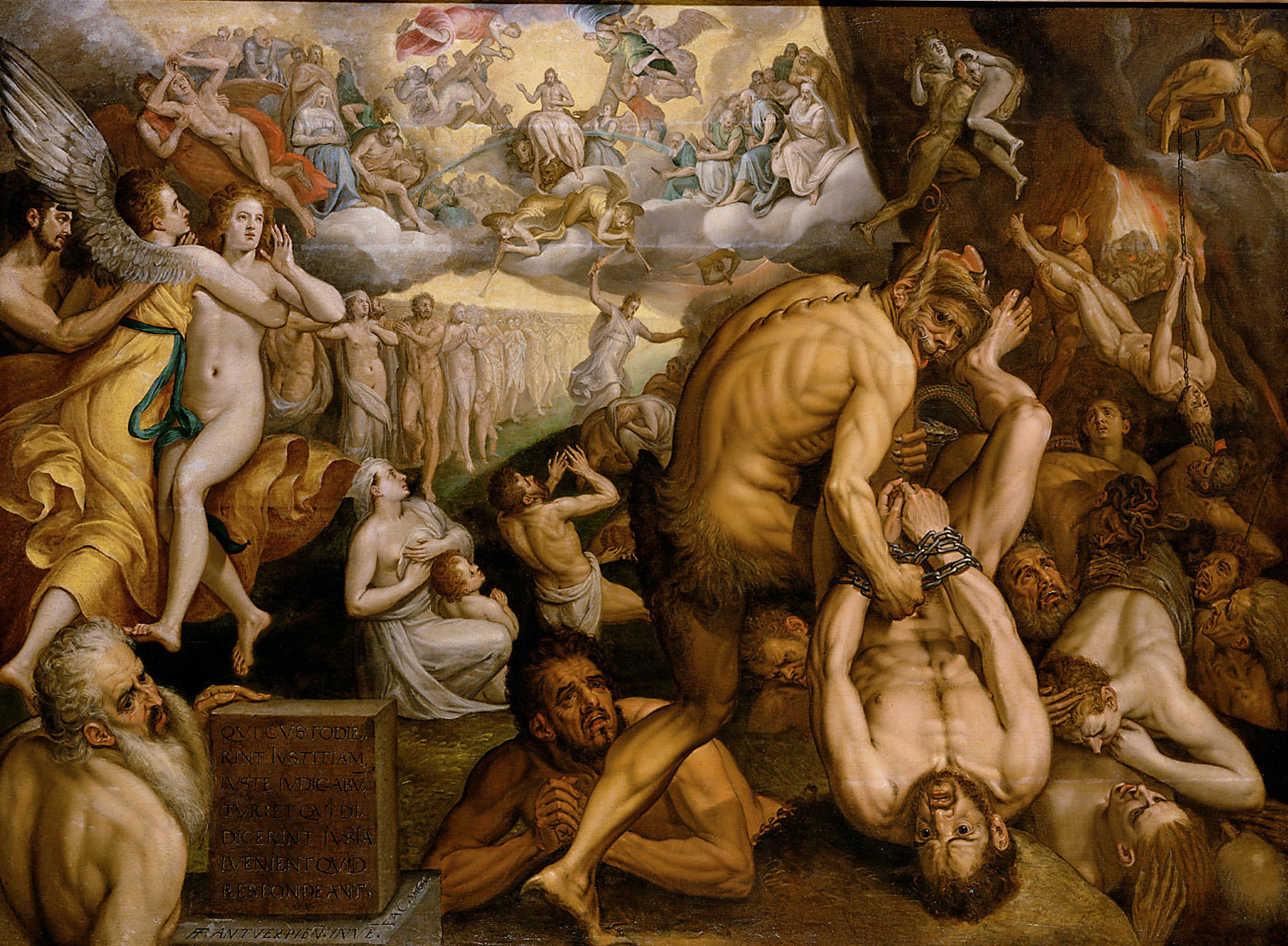
最後の審判 美術史美術館蔵

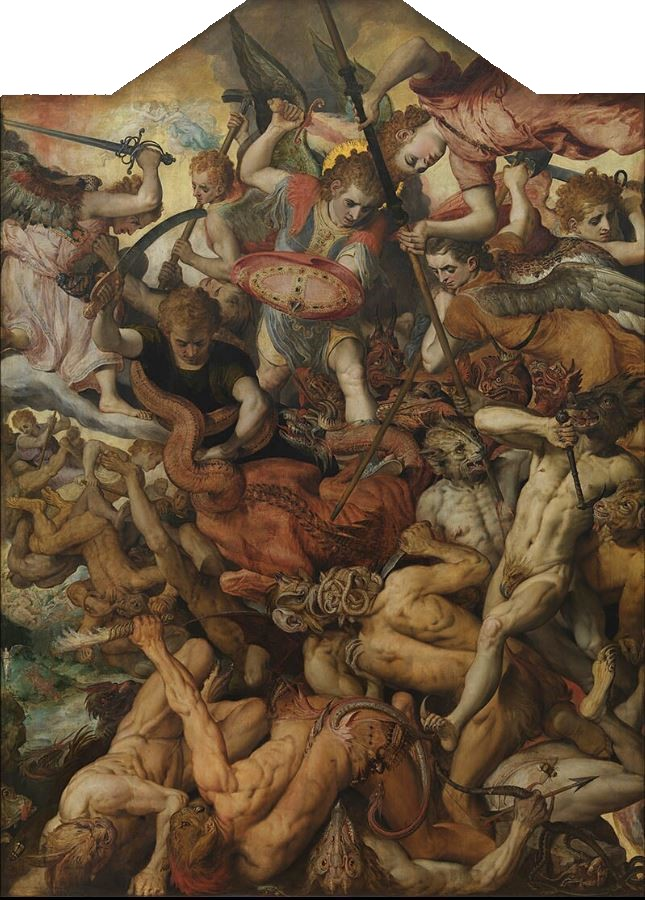
叛逆天使の墜落 アントワープ王立美術館蔵
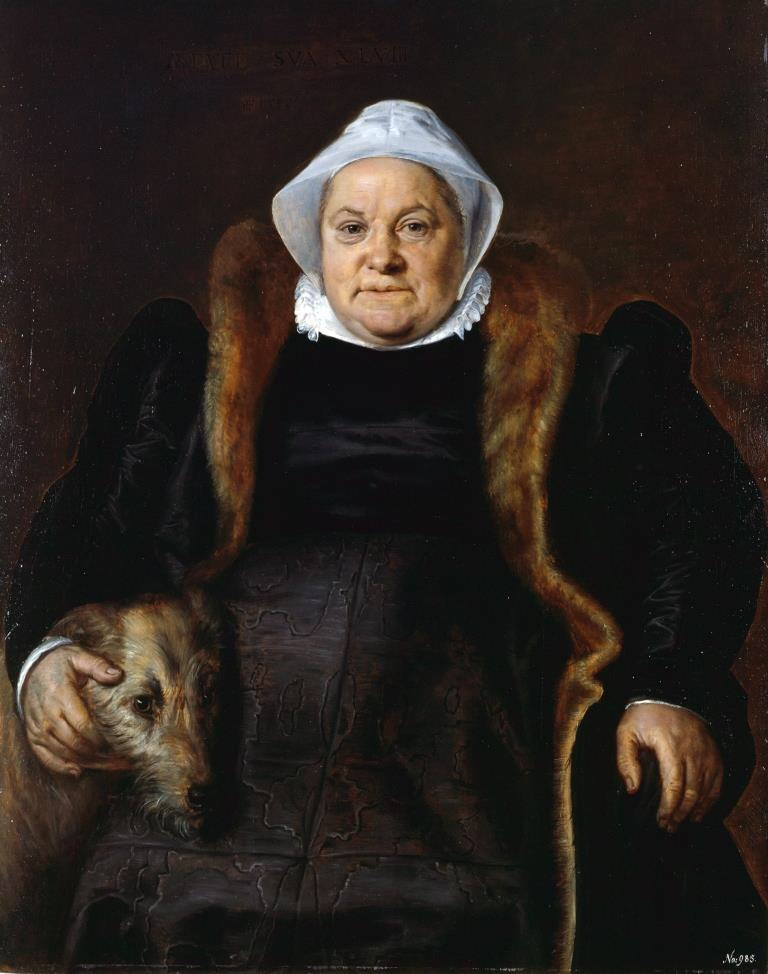
老女の肖像画 Musée des Beaux-Arts de Caen蔵
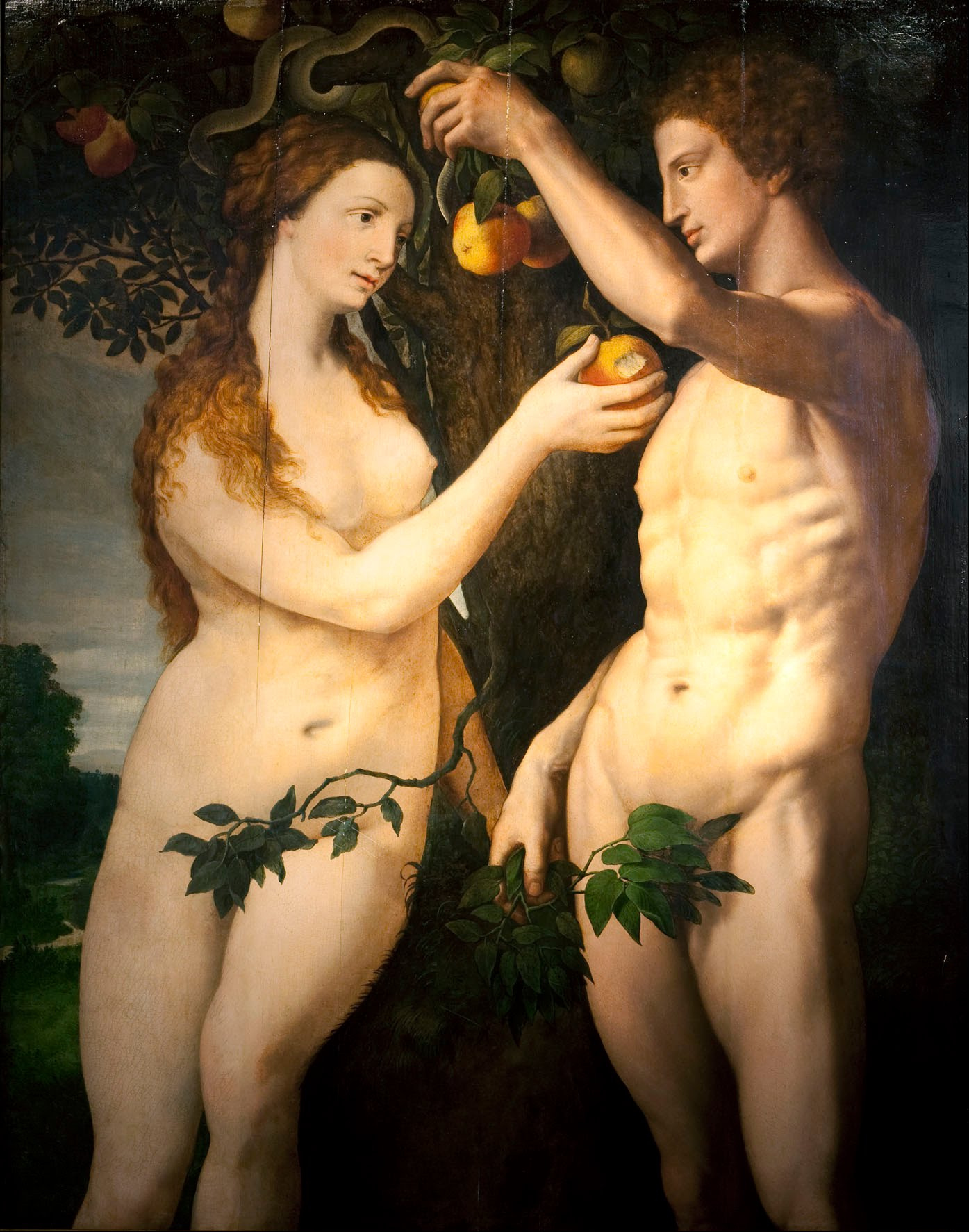
人間の堕落 Malmö Art Museum蔵
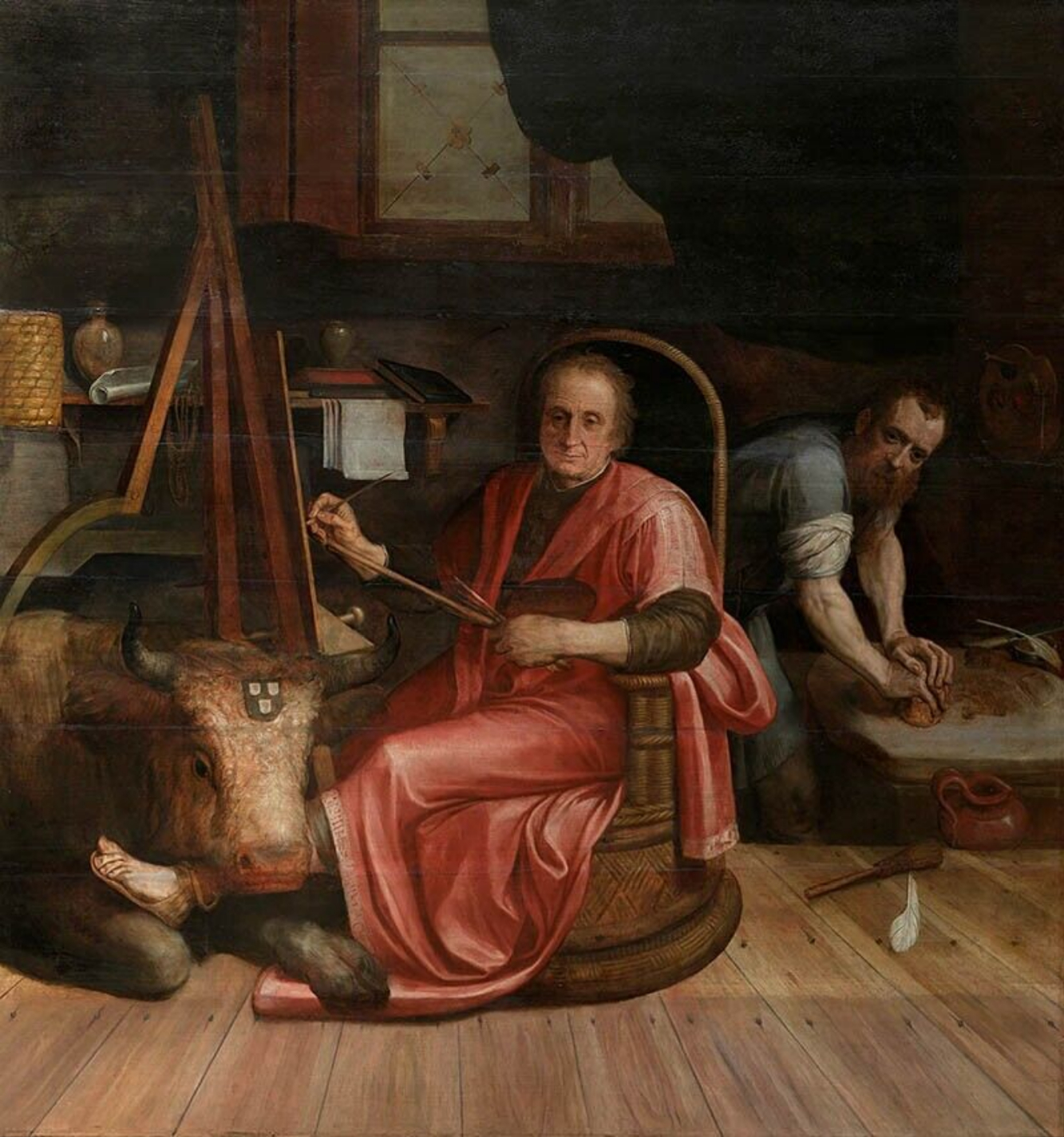
聖ルカ（聖ルカに見立てた友人の画家レイカールト・アールツゾーンの肖像画）